# Antipathes contorta
Antipathes contorta is een Antipathariasoort uit de familie van de Antipathidae. De wetenschappelijke naam van de soort is voor het eerst geldig gepubliceerd in 1889 door Brook.